# Lakona de Oahu

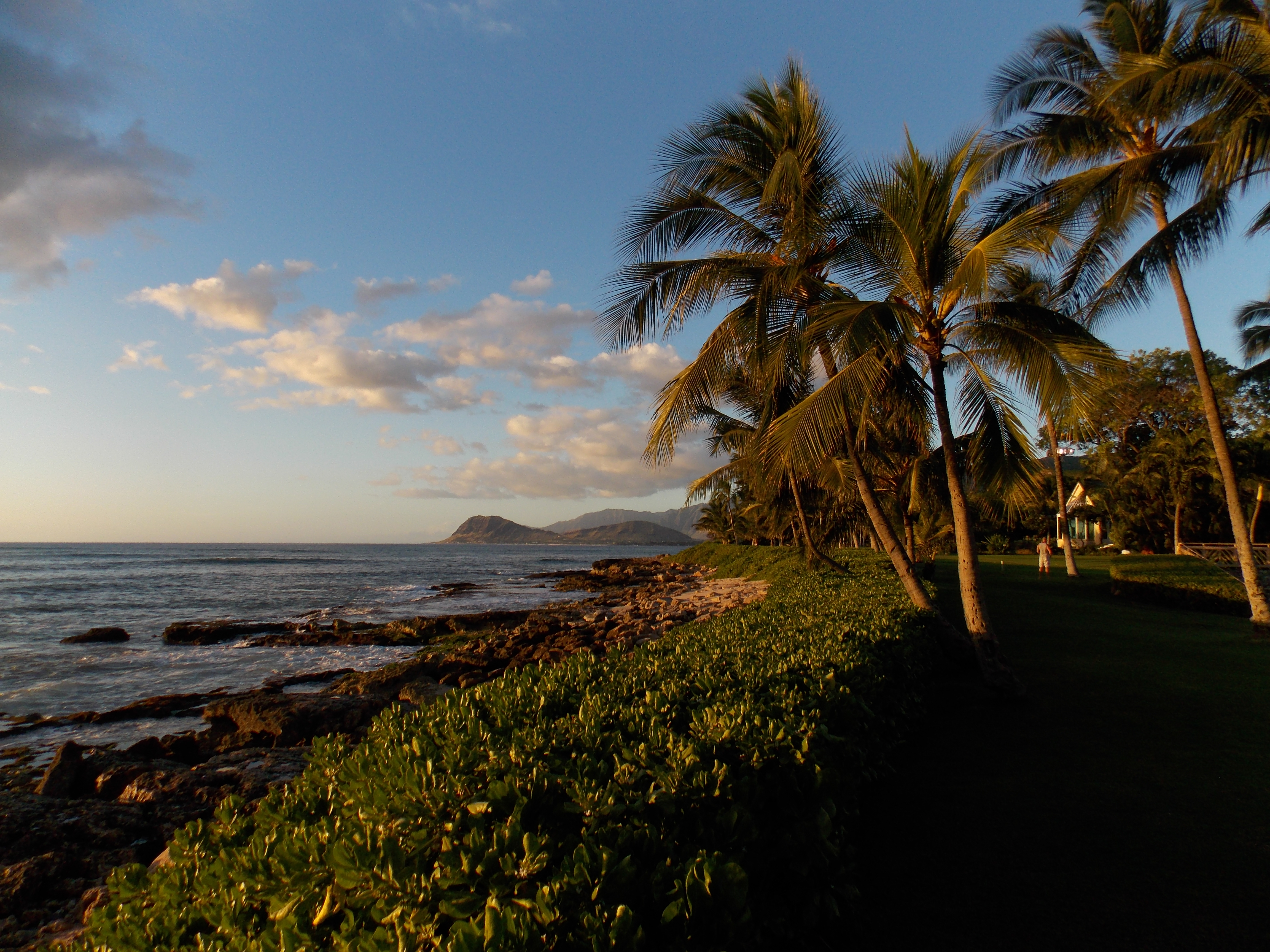
Fotos de las costas de la isla de O`ahu.

El Gran Jefe Lakona-a-Nawele de Oʻahu (c. 1340 — ?; hawaiano: Aliʻi Lakona-a-Nawele o Oʻahu) era el rey de la isla de Oʻahu en antiguo Hawái (Hawaiʻi).
Gobernó Oʻahu como uno de los primeros monarcas de la isla.
Su primo fue el jefe Laʻakona, de nombre similar; ambos eran los descendientes del mago Maweke de Tahití.

## Biografía
Lakona fue el hijo y el sucesor del rey Nawele de Oʻahu. La madre de Lakona fue Kalanimoeikawaikai. Lakona fue el nieto del jefe Kahokupohakano.
Después de la muerte de Nawele, Lakona se convirtió en el jefe de Oʻahu y se casó con la dama llamada Alaʻikauakoko (Kanakoko), la hija de un hombre del nombre Pokai. El hijo de Lakona y de Alaʻikauakoko fue el jefe llamado Kapaealakona.
El cogobernante de Lakona era su prima, jefa Maelo.
Lakona fue sucedido por su hijo.